# Державний лад Гренади
Гренада — незалежна держава, парламентська демократія, член Співдружності націй та Королівство Співдружності.

## Виконавча влада
Глава держави — король Великої Британії (нині — король Чарльз III), якого представляє призначений королем генерал-губернатор. 
Генерал-губернатор може використовувати майже будь-яку владу («reserve power»), яку має король. Генерал-губернатором зазвичай стає особа з бездоганним послужним списком: політик, суддя або військовий; іноді це постаті з області спорту, науки, культури, священнослужителі або філантропи.
Виконавча влада належить уряду — кабінету міністрів. На чолі його стоїть Прем'єр-міністр. На цю посаду зазвичай призначається після виборів лідера партії або коаліції.
Виконавча влада здійснюється урядом на чолі з прем'єр-міністром, якого призначає генерал-губернатор і за рекомендацією прем'єр-міністра — міністрів. Уряд підзвітний парламенту.

## Законодавча влада
Законодавча влада належить двопалатному парламенту. Палата представників складається з 15 членів, які обираються на п'ятирічний термін в одномандатних округах. Сенат має 13 призначених членів, з них 10 призначені урядом і три — парламентською опозицією.

## Судова влада
Верховний суд — Східнокарибський Верховний Суд (Eastern Caribbean Supreme Court), вищий судовий орган для Організації Східнокарибських держав (ОЕСР), включаючи шість незалежних держав: Антигуа і Барбуда, Співдружність Домініка, Гренада, Сент-Кітс і Невіс, Сент-Люсія, Сент-Вінсент і Гренадини та три британських Заморські території (Ангілья, Британські Віргінські Острови та Монтсеррат). Він має необмежену юрисдикцію в кожній державі-члені. Був заснований у 1967 році.